# Lucille Ball

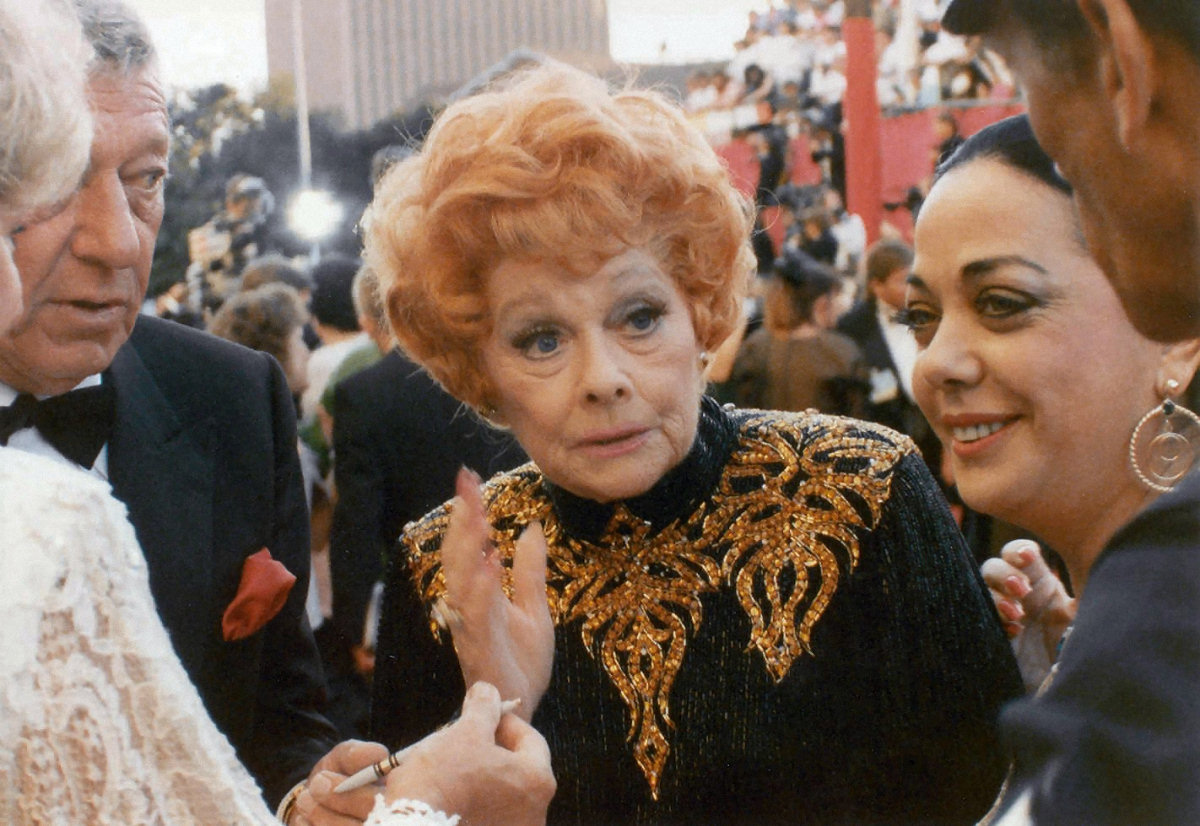
Lucille Ball 1989.

Lucille Désirée Ball, född 6 augusti 1911 i Jamestown i delstaten New York, död 26 april 1989 i Beverly Hills i Los Angeles i Kalifornien, var en amerikansk skådespelare, komiker, modell och TV-producent, som fick sitt genombrott och förknippas med tidig amerikansk TV med egenproducerade situationskomedier där hon var stjärnan, som I Love Lucy, The Lucy Show, Here's Lucy och Life with Lucy.

## Biografi
Lucille Désirée Ball var dotter till Henry Durrell Ball (1887–1915) och Désirée "DeDe" Evelyn Ball (född Hunt, 1892–1977). I februari 1915, när Lucille Ball var tre år, avled hennes far i tyfoidfeber. Hennes mor väntade då hennes lillebror, Fred Henry Ball (1915–2007). 
Ball flyttade till New York för att bli skådespelare. Hon flyttade sedan till Hollywood 1933 för att bli filmskådespelare. Hon skrev kontrakt med RKO Pictures för att sedan byta till Metro-Goldwyn-Mayer under 1940-talet. Sin berömmelse nådde dock Lucille Ball genom sin "situationskomedi" I Love Lucy, en serie som hon gjorde tillsammans med sin make Desi Arnaz. Tillsammans skapade de produktionsbolaget Desilu Productions.
I april 1989 drabbades Ball av smärtor i bröstet och den 26 april avled hon, 77 år gammal, av en bukaortaaneurysm. Ball hade varit storrökare större delen av sitt liv, vilket ökat risken att drabbas av sjukdomen. Hon begravdes på Forest Lawn Memorial Park – Hollywood Hills i Los Angeles. År 2002 flyttade hennes barn henne istället till familjegraven på Lake View Cemetery i Jamestown, New York.
I juli 1989 tilldelades Lucille Ball postumt Frihetsmedaljen, som är USA:s främsta civila utmärkelse, av dåvarande presidenten George H.W. Bush.

## Filmografi i urval
- 1935 – Top Hat (ej krediterad)
- 1936 – Flottan dansar
- 1937 – Förbjuden ingång
- 1938 – Panik på hotellet
- 1939 – Fem kom tillbaka
- 1940 – Det går som en dans
- 1943 – Mitt majestät kung Ludde
- 1945 – Ziegfeld Follies
- 1945 – Abbott och Costello i Hollywood
- 1945 – Utan kärlek
- 1946 – The Dark Corner
- 1946 – Du ska' bli min!
- 1947 – Lockfågeln
- 1950 – Hon stod i rök och damm
- 1951–1957 – I Love Lucy (TV-serie) (180 avsnitt)
- 1953 – Smekmånad på hjul
- 1962–1968 – The Lucy Show (TV-serie) (156 avsnitt)
- 1967 – Guide för gifta män
- 1968 – Vi ses under sängen
- 1968–1974 – Here's Lucy (TV-serie) (144 avsnitt)
- 1974 – Mame
- 1986 – Life with Lucy (TV-serie) (13 avsnitt)